# محمد بن علي الوجدي
أبو عبد الله محمد بن علي الوجدي المعروف بالوجدي الغماد (توفي 1033هـ / 1624م)  شاعر وأديب وموسيقي مغربي من مدينة وجدة، دخل في خدمة المولى أحمد المنصور الذهبي وكان مرجعا في الآداب وقواعد السلوك «الإتيكيت»، كما يعتبر من أعلام الحركة الأدبية في العصر السعدي. اشتهر بديوانه في الشعر، كما له عدة مؤلفات، أبرزها كتاب في مناقب زوج نبي الإسلام عائشة، وله مؤلف في أنواع اللباس «تميمة الألباب ورتيمة الآداب»، الذي وصفه المقري:
كان الوجدي الغماد أحد الشخصيات الثلاث، من وجدة ونواحيها، جنبا إلى عبد الواحد الونشريسي وابراهيم بن عبد الجبار الفكيكي، التي أشار إليها محمد بن الحسين التطواني في ”كناش الحايك“ التي ساهمت في تدوين الطبوع الموسيقية، وترسيخ فن الطرب الغرناطي بحاضرة وجدة.
تم نقش أشعاره على المدافع السعدية زمن السلطان الشيخ المأمون عندما كان وليا للعهد بفاس.

## سيرته
أخذ الوجدي الغماد العلم عن عبد الواحد الحميدي (1003 هـ) ويحيى السرّاج (1008 هـ) ومحمد القضار.

## مؤلفات
- الألباب الطائشة في مناقب أم المؤمنين عائشة
- تميمة الألباب ورتيمة الآداب

## وصلات خارجية
- ديوان محمد بن علي الوجدي الغماد